# Photedes grisescens
Photedes grisescens är en fjärilsart som beskrevs av Barend J. Lempke 1942. Photedes grisescens ingår i släktet Photedes och familjen nattflyn. Inga underarter finns listade i Catalogue of Life.